# Pedro de Oviedo Falconi
Pedro de Oviedo Falconi (falecido em 13 de outubro de 1649) foi um prelado católico romano que serviu como arcebispo de La Plata o Charcas, arcebispo de Quito e arcebispo de São Domingos.
Oviedo Falconi era membro da Ordem de Cister. Em 11 de janeiro de 1621 foi nomeado pelo Rei da Espanha e confirmado pelo Papa Urbano VIII para a Arquidiocese de São Domingos. Recebeu a ordenação episcopal por Dom Gonzalo de Angulo, OM, Bispo de Coro.
Foi selecionado para a Diocese de Quito em 14 de maio de 1628, e confirmado em 10 de julho pelo Papa Urbano VIII, com o título pessoal de Arcebispo de Quito. Depois, foi nomeado em 14 de junho de 1645 como arcebispo de La Plata o Charcas, sendo confirmado pelo Papa Inocêncio X em 21 de agosto. Permaneceu como arcebispo até sua morte.

Enquanto bispo, foi o consagrador principal de Bernardo de Valbuena y Villanueva, bispo de Porto Rico, e de Diego Montoya Mendoza, bispo de Popayán.